# Tramway de Zhangjiang
 (décembre 2012).
Si vous disposez d'ouvrages ou d'articles de référence ou si vous connaissez des sites web de qualité traitant du thème abordé ici, merci de compléter l'article en donnant les références utiles à sa vérifiabilité et en les liant à la section « Notes et références ».
Le tramway de Zhangjiang (张江有轨电车) était une ligne de tramway sur pneu circulant dans le quartier de Zhangjiang, dans le district de Pudong, dans l'est de Shanghai. Elle a été ouverte au public début 2010. Faute de fréquentation attendue, la ligne ferme finalement le 1er juin 2023 et est remplacée par une ligne de bus standard.

## Réseau actuel

### Matériel roulant
Le tramway de Zhangjiang utilise la technologie Translohr construite et commercialisée par NTL Translohr, filiale d'Alstom.